# Sân bay quốc tế Nadi
Sân bay quốc tế Nadi (IATA: NAN, ICAO: NFFN) là sân bay quốc tế chính của các đảo Fiji. Sân bay này phục vụ khoảng 1,2 triệu lượt khách một năm. Đây là trung tâm chính của hãng Air Pacific.
Sân bay ban đầu tại Nadi được New Zealand xây năm 1939 với chi phí của chính quyền thực dân Anh quốc và được Không lực Hoa Kỳ sử dụng khi cuộc chiến tranh Thái Bình Dương bắt đầu năm 1941, lúc đó sân bay này có tên là USAAF Nadi.
Sau chiến tranh, sân bay này được bàn giao cho New Zealand ngày 20 tháng 12 năm 1946, Cục hàng không dân dụng New Zealand bắt đầu vận hanbhf năm 1947.  Sau khi độc lập năm 1970, chính phủ Fiji bắt đầu tham gia tổ chức sân bay Nadi và kiểm soát hoàn toàn vào năm 1979.

## Các hãng hàng không và các điểm đến

### Các hãng hàng không và các điểm đến hiện tại
- Aircalin (Noumea, Wallis/Futuna)

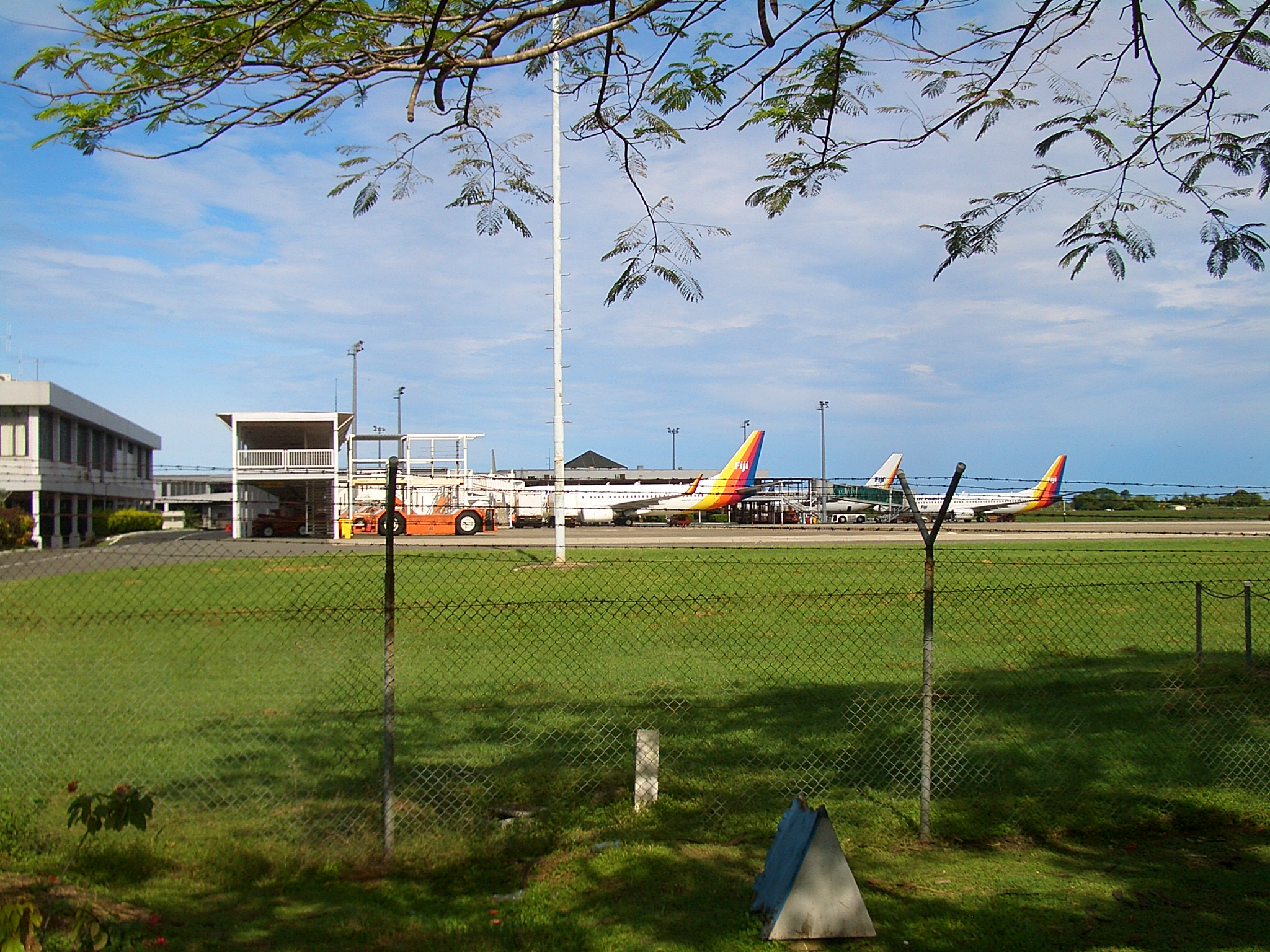
Sân bay Nadi

- Air Fiji (Labasa, Malololailai, Mana, Savusavu, Suva, Taveuni)
- Air New Zealand (Auckland, Rarotonga)
- Air Niugini (Port Moresby, Honiara)
- Air Pacific (Apia, Auckland, Brisbane, Christchurch, Honiara, Honolulu, Kiritimati, Los Angeles, Melbourne, Nuku'alofa, Port Vila, Suva, Sydney, Tarawa, Tokyo-Narita, Vancouver)
- Air Vanuatu (Port Vila)
- Korean Air (Seoul-Incheon)
- Solomon Airlines (Espiritu Santo)
- Pacific Sun (Kadavu, Labasa, Malololailai, Mana, Savusavu, Suva, Taveuni)
- Virgin Blue
  - Pacific Blue (Sydney, Brisbane)

### Các hãng hàng không và các tuyến điểm trước đây
- Air India (Chennai, Mumbai, Perth, Singapore, Sydney)
- Japan Airlines (Auckland, Tokyo-Narita)  Lưu trữ ngày 26 tháng 9 năm 2007 tại Wayback Machine
- BOAC (Honlulu, London-Heathrow, New York-JFK, San Francisco, Sydney)
- Air Nauru (Nauru)  Lưu trữ ngày 10 tháng 5 năm 2007 tại Wayback Machine
- Canada 3000 (Honolulu, Vancouver)
- Canadian Pacific Airlines (Auckland, Edmonton, Honolulu, Sydney, Vancouver)
- Qantas (Brisbane, Honolulu, San Francisco, Sydney)
- British Commonwealth Pacific Airlines (Auckland, Canton Island, Honolulu, San Francisco, Sydney, Vancouver)